# オフェク9
オフェク9（英: Ofek-9）はイスラエルの偵察衛星。設計および製造はイスラエル・エアロスペース・インダストリーズ。
2010年6月22日にイスラエル国内のパルマヒム空軍基地からシャヴィトの改良バージョンによって打ち上げられた。ペイロードはEl-Op社製のマルチスペクトル宇宙カメラ「ジュピター」と推定されている。
精確な分解能は公開されていないが、オフェク5、7、9の解像度は1.5mより"ずっと上"だという報道が存在する。